# 1573
Portal Geschichte | Portal Biografien | Aktuelle Ereignisse | Jahreskalender | Tagesartikel

◄ |
15. Jahrhundert |
16. Jahrhundert
| 17. Jahrhundert | ►

◄ |
1540er |
1550er |
1560er |
1570er
| 1580er | 1590er | 1600er | ►

◄◄ |
◄ |
1569 |
1570 |
1571 |
1572 |
1573
| 1574 | 1575 | 1576 | 1577 | ► | ►►
Staatsoberhäupter  · Nekrolog · Kunstjahr  · Musikjahr
| Januar | Januar | Januar | Januar | Januar | Januar | Januar | Januar |
| Kw     | Mo     | Di     | Mi     | Do     | Fr     | Sa     | So     |
| ------ | ------ | ------ | ------ | ------ | ------ | ------ | ------ |
| 1      |        |        |        | 1      | 2      | 3      | 4      |
| 2      | 5      | 6      | 7      | 8      | 9      | 10     | 11     |
| 3      | 12     | 13     | 14     | 15     | 16     | 17     | 18     |
| 4      | 19     | 20     | 21     | 22     | 23     | 24     | 25     |
| 5      | 26     | 27     | 28     | 29     | 30     | 31     |        |

| Februar | Februar | Februar | Februar | Februar | Februar | Februar | Februar |
| Kw      | Mo      | Di      | Mi      | Do      | Fr      | Sa      | So      |
| ------- | ------- | ------- | ------- | ------- | ------- | ------- | ------- |
| 5       |         |         |         |         |         |         | 1       |
| 6       | 2       | 3       | 4       | 5       | 6       | 7       | 8       |
| 7       | 9       | 10      | 11      | 12      | 13      | 14      | 15      |
| 8       | 16      | 17      | 18      | 19      | 20      | 21      | 22      |
| 9       | 23      | 24      | 25      | 26      | 27      | 28      |         |

| März | März | März | März | März | März | März | März |
| Kw   | Mo   | Di   | Mi   | Do   | Fr   | Sa   | So   |
| ---- | ---- | ---- | ---- | ---- | ---- | ---- | ---- |
| 9    |      |      |      |      |      |      | 1    |
| 10   | 2    | 3    | 4    | 5    | 6    | 7    | 8    |
| 11   | 9    | 10   | 11   | 12   | 13   | 14   | 15   |
| 12   | 16   | 17   | 18   | 19   | 20   | 21   | 22   |
| 13   | 23   | 24   | 25   | 26   | 27   | 28   | 29   |
| 14   | 30   | 31   |      |      |      |      |      |

| April | April | April | April | April | April | April | April |
| Kw    | Mo    | Di    | Mi    | Do    | Fr    | Sa    | So    |
| ----- | ----- | ----- | ----- | ----- | ----- | ----- | ----- |
| 14    |       |       | 1     | 2     | 3     | 4     | 5     |
| 15    | 6     | 7     | 8     | 9     | 10    | 11    | 12    |
| 16    | 13    | 14    | 15    | 16    | 17    | 18    | 19    |
| 17    | 20    | 21    | 22    | 23    | 24    | 25    | 26    |
| 18    | 27    | 28    | 29    | 30    |       |       |       |

| Mai | Mai | Mai | Mai | Mai | Mai | Mai | Mai |
| Kw  | Mo  | Di  | Mi  | Do  | Fr  | Sa  | So  |
| --- | --- | --- | --- | --- | --- | --- | --- |
| 18  |     |     |     |     | 1   | 2   | 3   |
| 19  | 4   | 5   | 6   | 7   | 8   | 9   | 10  |
| 20  | 11  | 12  | 13  | 14  | 15  | 16  | 17  |
| 21  | 18  | 19  | 20  | 21  | 22  | 23  | 24  |
| 22  | 25  | 26  | 27  | 28  | 29  | 30  | 31  |

| Juni | Juni | Juni | Juni | Juni | Juni | Juni | Juni |
| Kw   | Mo   | Di   | Mi   | Do   | Fr   | Sa   | So   |
| ---- | ---- | ---- | ---- | ---- | ---- | ---- | ---- |
| 23   | 1    | 2    | 3    | 4    | 5    | 6    | 7    |
| 24   | 8    | 9    | 10   | 11   | 12   | 13   | 14   |
| 25   | 15   | 16   | 17   | 18   | 19   | 20   | 21   |
| 26   | 22   | 23   | 24   | 25   | 26   | 27   | 28   |
| 27   | 29   | 30   |      |      |      |      |      |

| Juli | Juli | Juli | Juli | Juli | Juli | Juli | Juli |
| Kw   | Mo   | Di   | Mi   | Do   | Fr   | Sa   | So   |
| ---- | ---- | ---- | ---- | ---- | ---- | ---- | ---- |
| 27   |      |      | 1    | 2    | 3    | 4    | 5    |
| 28   | 6    | 7    | 8    | 9    | 10   | 11   | 12   |
| 29   | 13   | 14   | 15   | 16   | 17   | 18   | 19   |
| 30   | 20   | 21   | 22   | 23   | 24   | 25   | 26   |
| 31   | 27   | 28   | 29   | 30   | 31   |      |      |

| August | August | August | August | August | August | August | August |
| Kw     | Mo     | Di     | Mi     | Do     | Fr     | Sa     | So     |
| ------ | ------ | ------ | ------ | ------ | ------ | ------ | ------ |
| 31     |        |        |        |        |        | 1      | 2      |
| 32     | 3      | 4      | 5      | 6      | 7      | 8      | 9      |
| 33     | 10     | 11     | 12     | 13     | 14     | 15     | 16     |
| 34     | 17     | 18     | 19     | 20     | 21     | 22     | 23     |
| 35     | 24     | 25     | 26     | 27     | 28     | 29     | 30     |
| 36     | 31     |        |        |        |        |        |        |

| September | September | September | September | September | September | September | September |
| Kw        | Mo        | Di        | Mi        | Do        | Fr        | Sa        | So        |
| --------- | --------- | --------- | --------- | --------- | --------- | --------- | --------- |
| 36        |           | 1         | 2         | 3         | 4         | 5         | 6         |
| 37        | 7         | 8         | 9         | 10        | 11        | 12        | 13        |
| 38        | 14        | 15        | 16        | 17        | 18        | 19        | 20        |
| 39        | 21        | 22        | 23        | 24        | 25        | 26        | 27        |
| 40        | 28        | 29        | 30        |           |           |           |           |

| Oktober | Oktober | Oktober | Oktober | Oktober | Oktober | Oktober | Oktober |
| Kw      | Mo      | Di      | Mi      | Do      | Fr      | Sa      | So      |
| ------- | ------- | ------- | ------- | ------- | ------- | ------- | ------- |
| 40      |         |         |         | 1       | 2       | 3       | 4       |
| 41      | 5       | 6       | 7       | 8       | 9       | 10      | 11      |
| 42      | 12      | 13      | 14      | 15      | 16      | 17      | 18      |
| 43      | 19      | 20      | 21      | 22      | 23      | 24      | 25      |
| 44      | 26      | 27      | 28      | 29      | 30      | 31      |         |

| November | November | November | November | November | November | November | November |
| Kw       | Mo       | Di       | Mi       | Do       | Fr       | Sa       | So       |
| -------- | -------- | -------- | -------- | -------- | -------- | -------- | -------- |
| 44       |          |          |          |          |          |          | 1        |
| 45       | 2        | 3        | 4        | 5        | 6        | 7        | 8        |
| 46       | 9        | 10       | 11       | 12       | 13       | 14       | 15       |
| 47       | 16       | 17       | 18       | 19       | 20       | 21       | 22       |
| 48       | 23       | 24       | 25       | 26       | 27       | 28       | 29       |
| 49       | 30       |          |          |          |          |          |          |

| Dezember | Dezember | Dezember | Dezember | Dezember | Dezember | Dezember | Dezember |
| Kw       | Mo       | Di       | Mi       | Do       | Fr       | Sa       | So       |
| -------- | -------- | -------- | -------- | -------- | -------- | -------- | -------- |
| 49       |          | 1        | 2        | 3        | 4        | 5        | 6        |
| 50       | 7        | 8        | 9        | 10       | 11       | 12       | 13       |
| 51       | 14       | 15       | 16       | 17       | 18       | 19       | 20       |
| 52       | 21       | 22       | 23       | 24       | 25       | 26       | 27       |
| 53       | 28       | 29       | 30       | 31       |          |          |          |

| Januar | Januar | Januar | Januar | Januar | Januar | Januar | Januar |
| Kw     | Mo     | Di     | Mi     | Do     | Fr     | Sa     | So     |
| ------ | ------ | ------ | ------ | ------ | ------ | ------ | ------ |
| 1      |        |        |        | 1      | 2      | 3      | 4      |
| 2      | 5      | 6      | 7      | 8      | 9      | 10     | 11     |
| 3      | 12     | 13     | 14     | 15     | 16     | 17     | 18     |
| 4      | 19     | 20     | 21     | 22     | 23     | 24     | 25     |
| 5      | 26     | 27     | 28     | 29     | 30     | 31     |        |

| Februar | Februar | Februar | Februar | Februar | Februar | Februar | Februar |
| Kw      | Mo      | Di      | Mi      | Do      | Fr      | Sa      | So      |
| ------- | ------- | ------- | ------- | ------- | ------- | ------- | ------- |
| 5       |         |         |         |         |         |         | 1       |
| 6       | 2       | 3       | 4       | 5       | 6       | 7       | 8       |
| 7       | 9       | 10      | 11      | 12      | 13      | 14      | 15      |
| 8       | 16      | 17      | 18      | 19      | 20      | 21      | 22      |
| 9       | 23      | 24      | 25      | 26      | 27      | 28      |         |

| März | März | März | März | März | März | März | März |
| Kw   | Mo   | Di   | Mi   | Do   | Fr   | Sa   | So   |
| ---- | ---- | ---- | ---- | ---- | ---- | ---- | ---- |
| 9    |      |      |      |      |      |      | 1    |
| 10   | 2    | 3    | 4    | 5    | 6    | 7    | 8    |
| 11   | 9    | 10   | 11   | 12   | 13   | 14   | 15   |
| 12   | 16   | 17   | 18   | 19   | 20   | 21   | 22   |
| 13   | 23   | 24   | 25   | 26   | 27   | 28   | 29   |
| 14   | 30   | 31   |      |      |      |      |      |

| April | April | April | April | April | April | April | April |
| Kw    | Mo    | Di    | Mi    | Do    | Fr    | Sa    | So    |
| ----- | ----- | ----- | ----- | ----- | ----- | ----- | ----- |
| 14    |       |       | 1     | 2     | 3     | 4     | 5     |
| 15    | 6     | 7     | 8     | 9     | 10    | 11    | 12    |
| 16    | 13    | 14    | 15    | 16    | 17    | 18    | 19    |
| 17    | 20    | 21    | 22    | 23    | 24    | 25    | 26    |
| 18    | 27    | 28    | 29    | 30    |       |       |       |

| Mai | Mai | Mai | Mai | Mai | Mai | Mai | Mai |
| Kw  | Mo  | Di  | Mi  | Do  | Fr  | Sa  | So  |
| --- | --- | --- | --- | --- | --- | --- | --- |
| 18  |     |     |     |     | 1   | 2   | 3   |
| 19  | 4   | 5   | 6   | 7   | 8   | 9   | 10  |
| 20  | 11  | 12  | 13  | 14  | 15  | 16  | 17  |
| 21  | 18  | 19  | 20  | 21  | 22  | 23  | 24  |
| 22  | 25  | 26  | 27  | 28  | 29  | 30  | 31  |

| Juni | Juni | Juni | Juni | Juni | Juni | Juni | Juni |
| Kw   | Mo   | Di   | Mi   | Do   | Fr   | Sa   | So   |
| ---- | ---- | ---- | ---- | ---- | ---- | ---- | ---- |
| 23   | 1    | 2    | 3    | 4    | 5    | 6    | 7    |
| 24   | 8    | 9    | 10   | 11   | 12   | 13   | 14   |
| 25   | 15   | 16   | 17   | 18   | 19   | 20   | 21   |
| 26   | 22   | 23   | 24   | 25   | 26   | 27   | 28   |
| 27   | 29   | 30   |      |      |      |      |      |

| Juli | Juli | Juli | Juli | Juli | Juli | Juli | Juli |
| Kw   | Mo   | Di   | Mi   | Do   | Fr   | Sa   | So   |
| ---- | ---- | ---- | ---- | ---- | ---- | ---- | ---- |
| 27   |      |      | 1    | 2    | 3    | 4    | 5    |
| 28   | 6    | 7    | 8    | 9    | 10   | 11   | 12   |
| 29   | 13   | 14   | 15   | 16   | 17   | 18   | 19   |
| 30   | 20   | 21   | 22   | 23   | 24   | 25   | 26   |
| 31   | 27   | 28   | 29   | 30   | 31   |      |      |

| August | August | August | August | August | August | August | August |
| Kw     | Mo     | Di     | Mi     | Do     | Fr     | Sa     | So     |
| ------ | ------ | ------ | ------ | ------ | ------ | ------ | ------ |
| 31     |        |        |        |        |        | 1      | 2      |
| 32     | 3      | 4      | 5      | 6      | 7      | 8      | 9      |
| 33     | 10     | 11     | 12     | 13     | 14     | 15     | 16     |
| 34     | 17     | 18     | 19     | 20     | 21     | 22     | 23     |
| 35     | 24     | 25     | 26     | 27     | 28     | 29     | 30     |
| 36     | 31     |        |        |        |        |        |        |

| September | September | September | September | September | September | September | September |
| Kw        | Mo        | Di        | Mi        | Do        | Fr        | Sa        | So        |
| --------- | --------- | --------- | --------- | --------- | --------- | --------- | --------- |
| 36        |           | 1         | 2         | 3         | 4         | 5         | 6         |
| 37        | 7         | 8         | 9         | 10        | 11        | 12        | 13        |
| 38        | 14        | 15        | 16        | 17        | 18        | 19        | 20        |
| 39        | 21        | 22        | 23        | 24        | 25        | 26        | 27        |
| 40        | 28        | 29        | 30        |           |           |           |           |

| Oktober | Oktober | Oktober | Oktober | Oktober | Oktober | Oktober | Oktober |
| Kw      | Mo      | Di      | Mi      | Do      | Fr      | Sa      | So      |
| ------- | ------- | ------- | ------- | ------- | ------- | ------- | ------- |
| 40      |         |         |         | 1       | 2       | 3       | 4       |
| 41      | 5       | 6       | 7       | 8       | 9       | 10      | 11      |
| 42      | 12      | 13      | 14      | 15      | 16      | 17      | 18      |
| 43      | 19      | 20      | 21      | 22      | 23      | 24      | 25      |
| 44      | 26      | 27      | 28      | 29      | 30      | 31      |         |

| November | November | November | November | November | November | November | November |
| Kw       | Mo       | Di       | Mi       | Do       | Fr       | Sa       | So       |
| -------- | -------- | -------- | -------- | -------- | -------- | -------- | -------- |
| 44       |          |          |          |          |          |          | 1        |
| 45       | 2        | 3        | 4        | 5        | 6        | 7        | 8        |
| 46       | 9        | 10       | 11       | 12       | 13       | 14       | 15       |
| 47       | 16       | 17       | 18       | 19       | 20       | 21       | 22       |
| 48       | 23       | 24       | 25       | 26       | 27       | 28       | 29       |
| 49       | 30       |          |          |          |          |          |          |

| Dezember | Dezember | Dezember | Dezember | Dezember | Dezember | Dezember | Dezember |
| Kw       | Mo       | Di       | Mi       | Do       | Fr       | Sa       | So       |
| -------- | -------- | -------- | -------- | -------- | -------- | -------- | -------- |
| 49       |          | 1        | 2        | 3        | 4        | 5        | 6        |
| 50       | 7        | 8        | 9        | 10       | 11       | 12       | 13       |
| 51       | 14       | 15       | 16       | 17       | 18       | 19       | 20       |
| 52       | 21       | 22       | 23       | 24       | 25       | 26       | 27       |
| 53       | 28       | 29       | 30       | 31       |          |          |          |

## Ereignisse

### Politik und Weltgeschehen

#### Achtzigjähriger Krieg

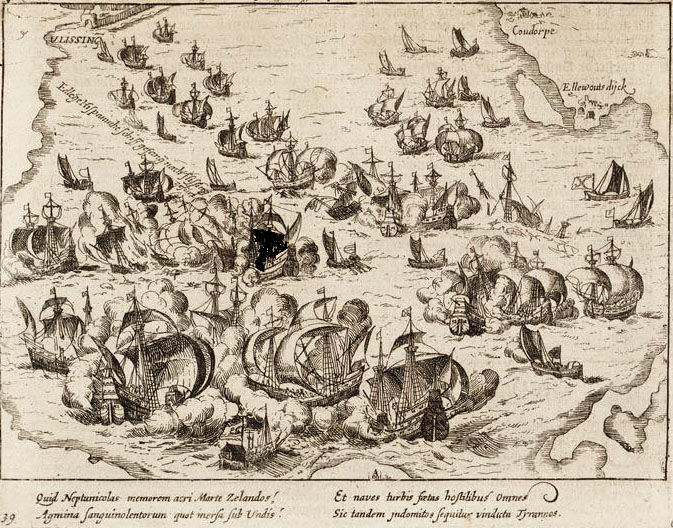
Die Schlacht bei Vlissingen, Gravur von Michiel Colijn, 1616

- 17. April: Auf See ereignet sich die Schlacht bei Vlissingen im Achtzigjährigen Krieg. Eine Flotte der spanischen Armada bombardiert die Stadt Vlissingen. Den Niederländern gelingt es, fünf gegnerische Schiffe im Kampf zu versenken, was zum Rückzug der Spanier vom Vlissinger Kriegsschauplatz führt.
- 13. Juli: Nach monatelanger Belagerung ergibt sich Haarlem den Spaniern unter Fadrique Álvarez de Toledo, 4. Herzog von Alba.
- 8. Oktober: Im Achtzigjährigen Krieg feiern die Niederländer einen Sieg, als die spanischen Belagerer der Stadt Alkmaar abziehen müssen.
- 17. Oktober: Luis de Zúñiga y Requesens wird neuer spanischer Statthalter der Niederlande.
- 31. Oktober: Der spanische Heerführer Fernando Álvarez de Toledo, Herzog von Alba, schließt Leiden ein und beginnt mit der Belagerung der Stadt.

#### Polen-Litauen

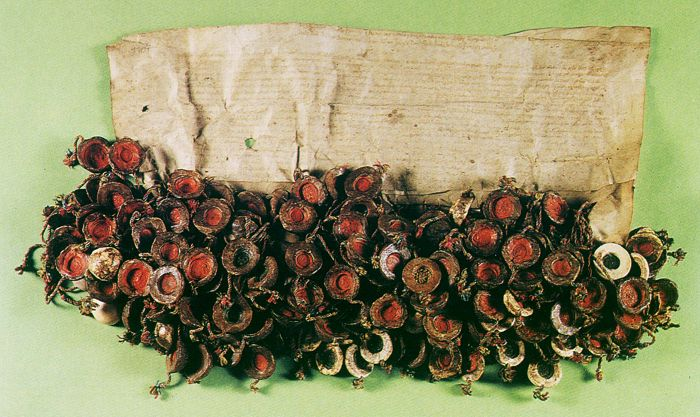
Der Rechtsakt der Warschauer Konföderation

- 28. Januar: Die Konstituierung der Konföderation von Warschau in Polen-Litauen. Diese gewährt den Dissidenten die Glaubensfreiheit, Zivilrechte und politische Gleichstellung mit den Katholiken.
- 5. bis 16. Mai: Die erste Freie Wahl zum König von Polen und Großherzog von Litauen wird durchgeführt. Heinrich von Valois wird auf dem Wahlfeld in Kamion von der Mehrheit des Wahlsejms gewählt. Er ist damit erster Wahlkönig der Adelsrepublik von Polen-Litauen. Gegner bei der Freien Wahl 1573 ist unter anderem der Habsburger Ernst von Österreich.

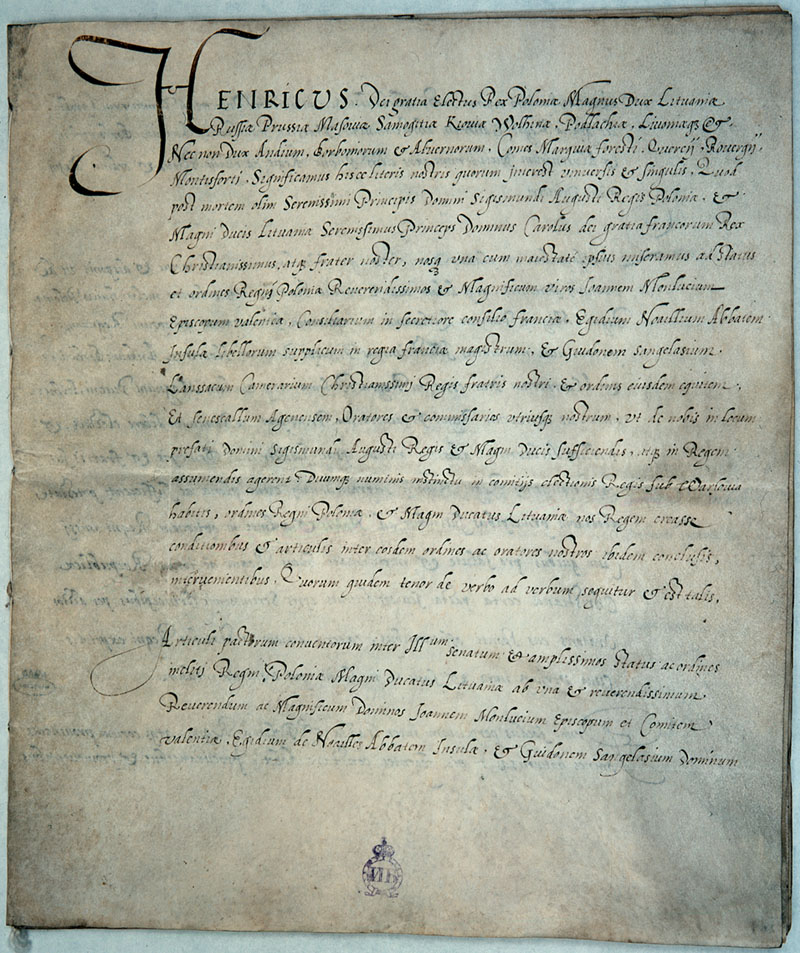
Die ersten Pacta conventa Heinrichs von Valois

- In den Articuli Henriciani, einem der grundlegenden Verfassungsdokumente der polnisch-litauischen Rzeczpospolita, verpflichtet sich König Heinrich nach der Wahl zur Anerkennung des Prinzips der freien Königswahl. Außerdem wird ihm untersagt, ohne Zustimmung des polnischen Reichstags (Sejm) neue Steuern einzuführen oder das allgemeine Aufgebot einzuberufen. Der Sejm selber soll alle zwei Jahre für sechs Wochen zusammentreten. Jeder Sejm hatte aus den Reihen der Senatoren 16 Residenten zu wählen. Im Falle der Nichteinhaltung früherer und neuer Verpflichtungen wird dem polnischen Adel die Möglichkeit gegeben, den Gehorsam aufzukündigen. Sie sind für alle gewählten Könige bis zum Jahre 1764 verbindlich. Ergänzt werden die Artikel von Adelsseite durch die Pacta conventa, das jeweilige konkrete Regierungsprogramm des neuen Herrschers.

#### Frankreich

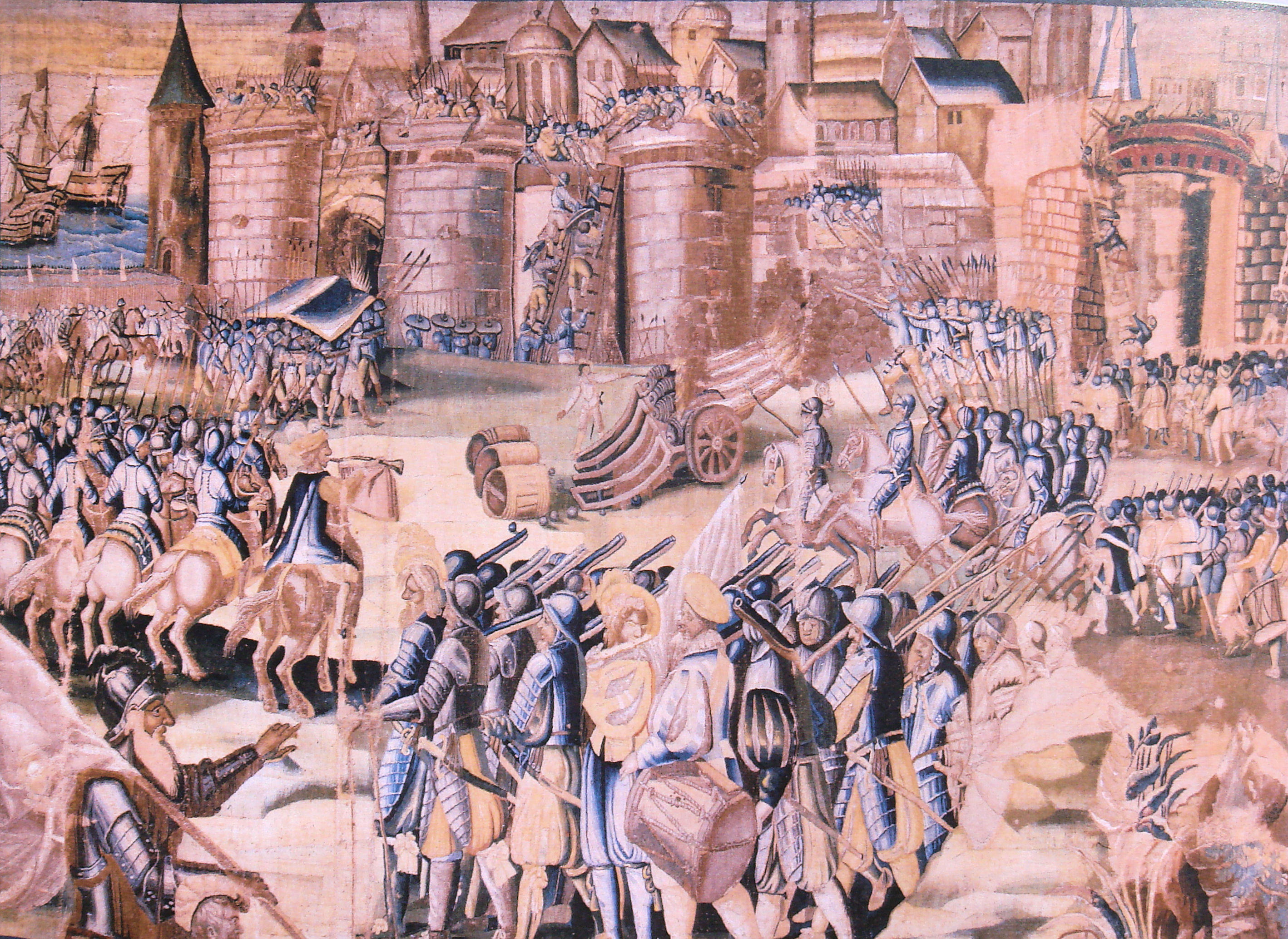
Die Belagerung von La Rochelle 1573

- 11. Februar: Die von König Karl IX. angeordnete Belagerung von La Rochelle beginnt. Die katholische Seite will im vierten Hugenottenkrieg die den Hugenotten überlassene Stadt als Hort des französischen Protestantismus niederwerfen und erhofft sich im Erfolgsfall einen Domino-Effekt auf andere Orte. Der Krieg entwickelt sich jedoch zu einem mühseligen Belagerungskrieg, vor allem deshalb, weil die Hugenotten La Rochelle mit englischer Unterstützung über das Meer versorgen können. Regenfälle und Seuchen führen zu großen Verlusten unter den katholischen Truppen, woraufhin die französische Krone einen Frieden anstrebt. In der Pazifikation von Boulogne wird den Hugenotten zwar Amnestie und Gewissensfreiheit zugestanden, öffentlich dürfen sie aber ihre Gottesdienste nur noch in La Rochelle, Nîmes und Montauban abhalten.
- 26. Juni: Die Belagerung von La Rochelle durch den Herzog von Anjou im französischen Religionsstreit zwischen Katholiken und Protestanten wird aufgegeben.

#### Heiliges Römisches Reich
- 3. März: Herzog Albrecht V. verliert den seit 1548 andauernden Reichskammergerichtsprozess um die Reichsunmittelbarkeit der kleinen Grafschaft Ortenburg gegen Graf Joachim von Ortenburg. Die kleine Grafschaft hatte sich somit endgültig das Recht erstritten, vom Herzogtum Bayern weiterhin unabhängig zu bleiben.
- 21. September: In Rostock wird der Erste Rostocker Erbvertrag zwischen der Hansestadt Rostock und Herzog Johann Albrecht I. zu Mecklenburg geschlossen. Den Fürsten wird darin die Erbherrschaft sowie die hohe Gerichtsbarkeit über die Stadt zugestanden, welche gleichzeitig wichtige Privilegien verliert, andere jedoch festschreibt. Das Ziel, wie andere Hansestädte den Status einer Freien Reichsstadt zu erreichen, ist damit unerreichbar geworden.

#### Weitere Ereignisse in Europa
- 7. März: Die Eroberung Zyperns durch die Osmanen 1570/71 wird von der Republik Venedig im Vertrag von Konstantinopel anerkannt. Der fünfte venezianische Türkenkrieg geht mit diesem Separatfrieden zu Ende.
- Puplinge wird erstmals urkundlich erwähnt.

#### Japan

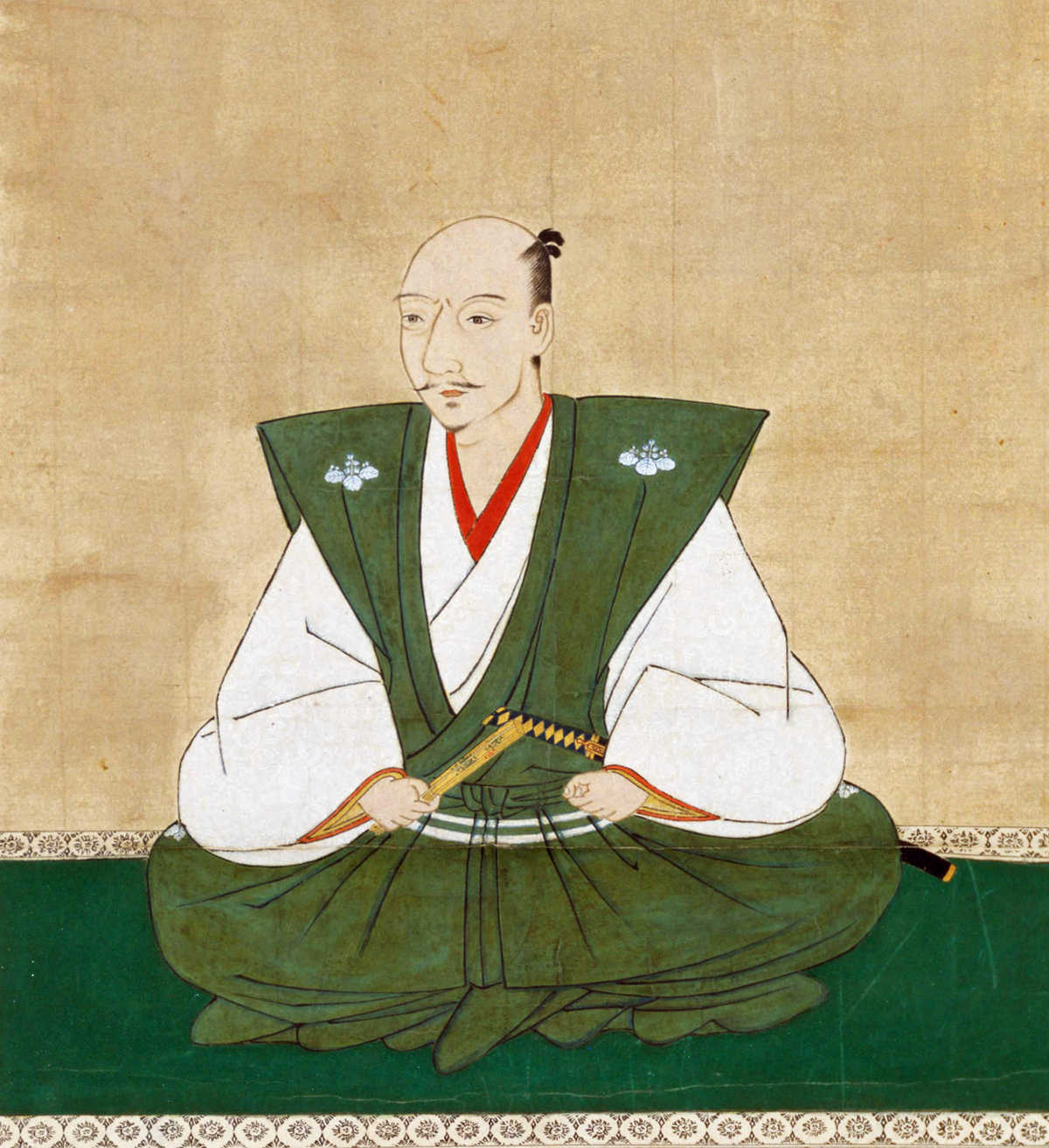
Oda Nobunaga

- Oda Nobunaga stürzt in Japan die Muromachi-Regierung. Die Sengoku-Zeit geht in die Azuchi-Momoyama-Zeit über.

### Wissenschaft und Technik
- 12. November: Erzherzog Karl II. von Innerösterreich, der bestrebt ist, das geistige Rückgrat der ständischen Macht im Lande, den Protestantismus, zu brechen, begründet das Akademische Gymnasium Graz als Jesuitenkollegium, eine Vorstufe zur Universität Graz. Damit in Verbindung erfolgt auch die Gründung der Universitätsbibliothek Graz.
- Graf Johann VII. gründet das Alte Gymnasium Oldenburg als Lateinschule.

### Kultur

Das Gastmahl im Hause des Levi

- 20. April: Paolo Veronese datiert sein Ölgemälde Das Gastmahl im Hause des Levi. Das Abendmahlsbild für das Refektorium des Klosters Santi Giovanni e Paolo in Venedig wird als Ersatz für das 1571 bei einem Brand im Refektorium zerstörte Letzte Abendmahl von Tizian in Auftrag gegeben. Ungefähr drei Monate nach Aufhängung des Bildes im Dominikanerkloster wird die kirchliche Glaubensgerichtsbarkeit aktiv. Veronese wird am 18. Juli von drei Savi des Sacro Tribunale in der Cappella di S.Teodoro des Markusdoms befragt. Veronese hat im Bild unter anderem Betrunkene, deutsche Söldner und Kleinwüchsige dargestellt. Nach der Befragung erhält er die Auflage, das Bild zu ändern, die aber später wieder aus dem Protokoll gestrichen wird. Veronese fügt eine Inschrift auf der Balustrade links und rechts ein: FECIT D. COVO. MAGNV. LEVI und LVCA CAP. V. So kann das Bild nicht mehr als letztes Abendmahl verstanden werden, sondern es nimmt nun Bezug auf das im Lukasevangelium erwähnte Gastmahl im Hause Levi.
- 30. April: Der zu jener Zeit mit 150 m Höhe größte Kirchturm Europas stürzt ein und beschädigt dabei Chor und Querschiff der Kathedrale von Beauvais erheblich. Der weitere Kirchenbau bleibt daraufhin aus Geldmangel unvollendet.
- Giuseppe Arcimboldo: Vier Jahreszeiten (Dritte Serie)

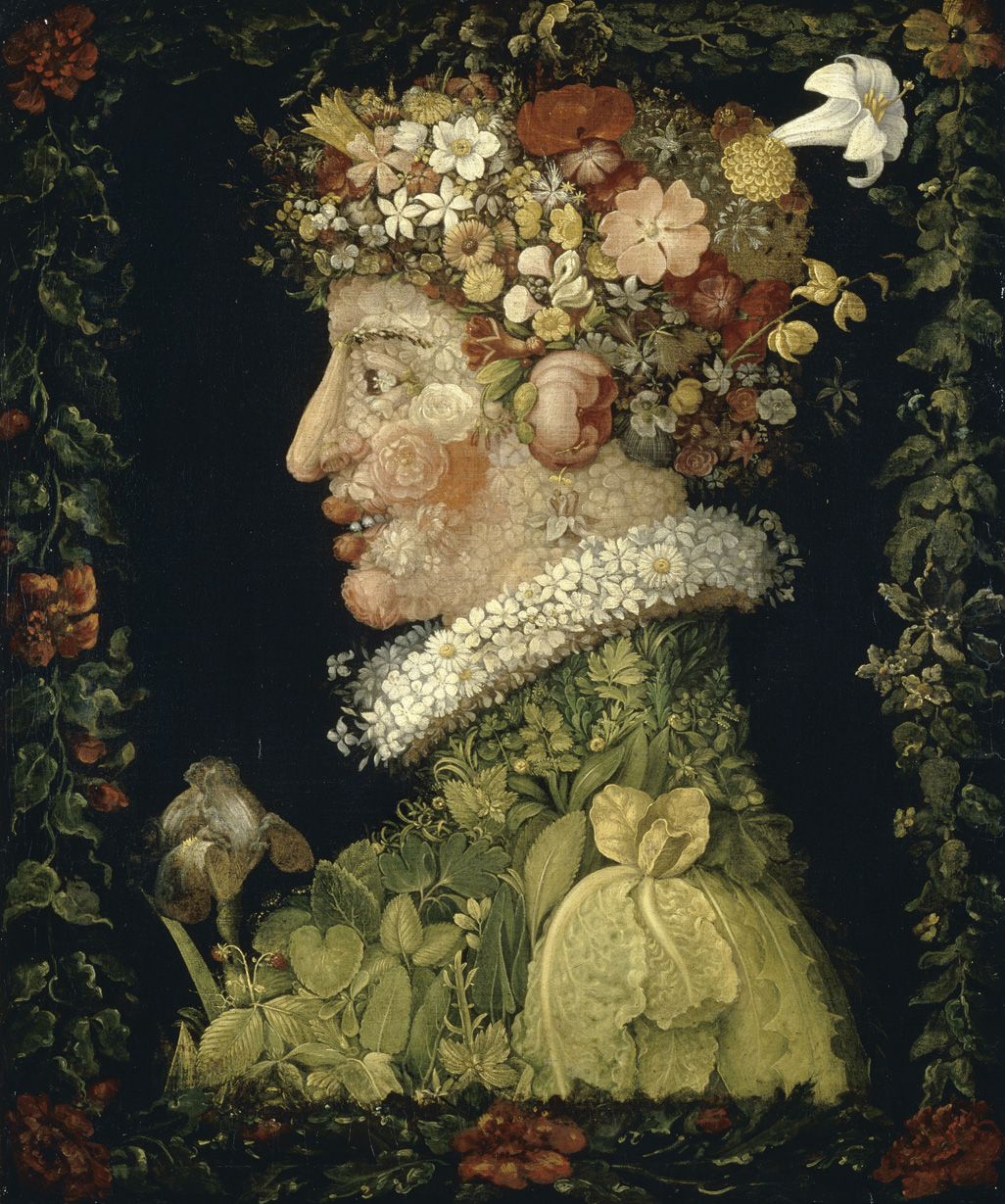
Der Frühling, 1573
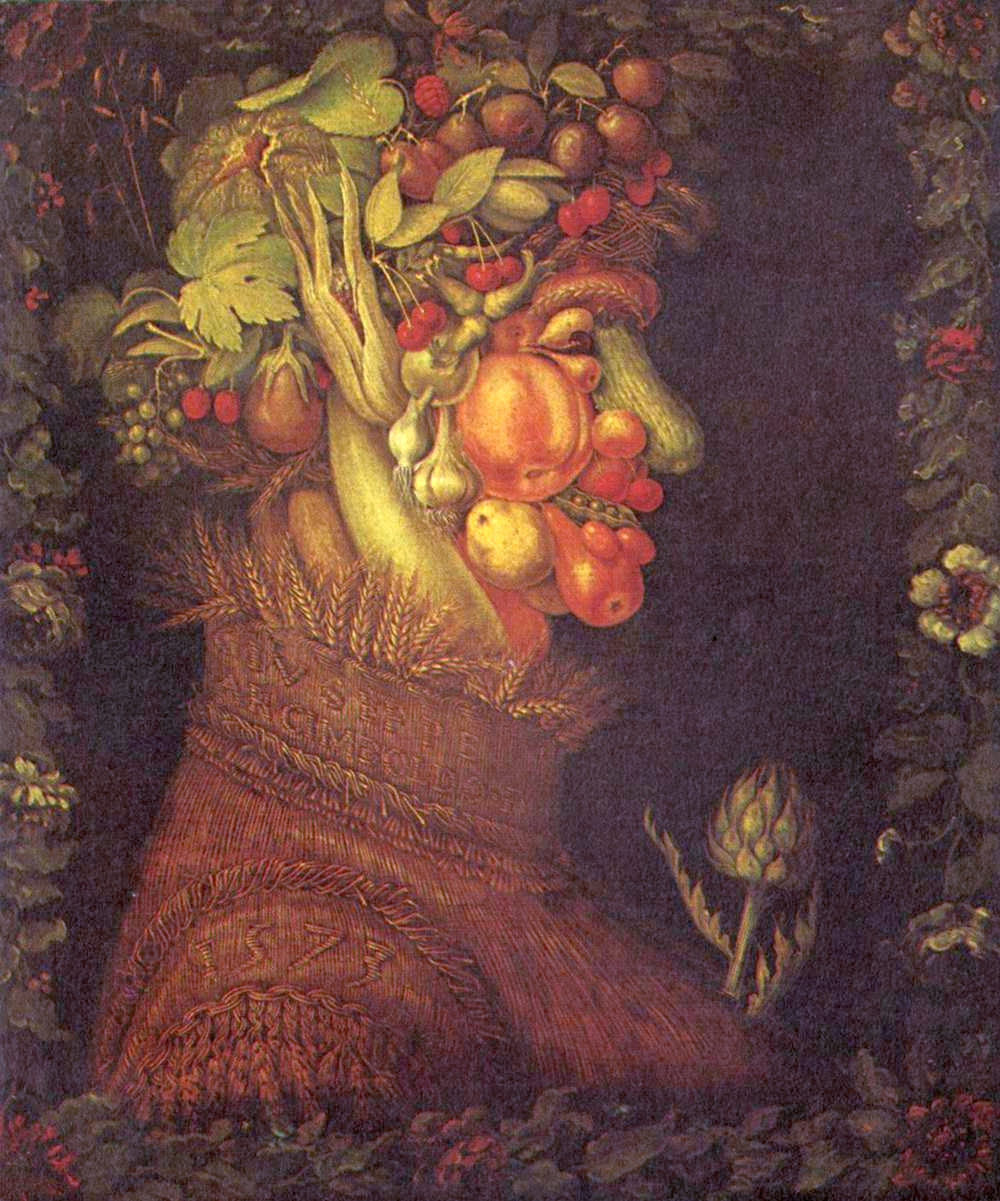
Der Sommer, 1573
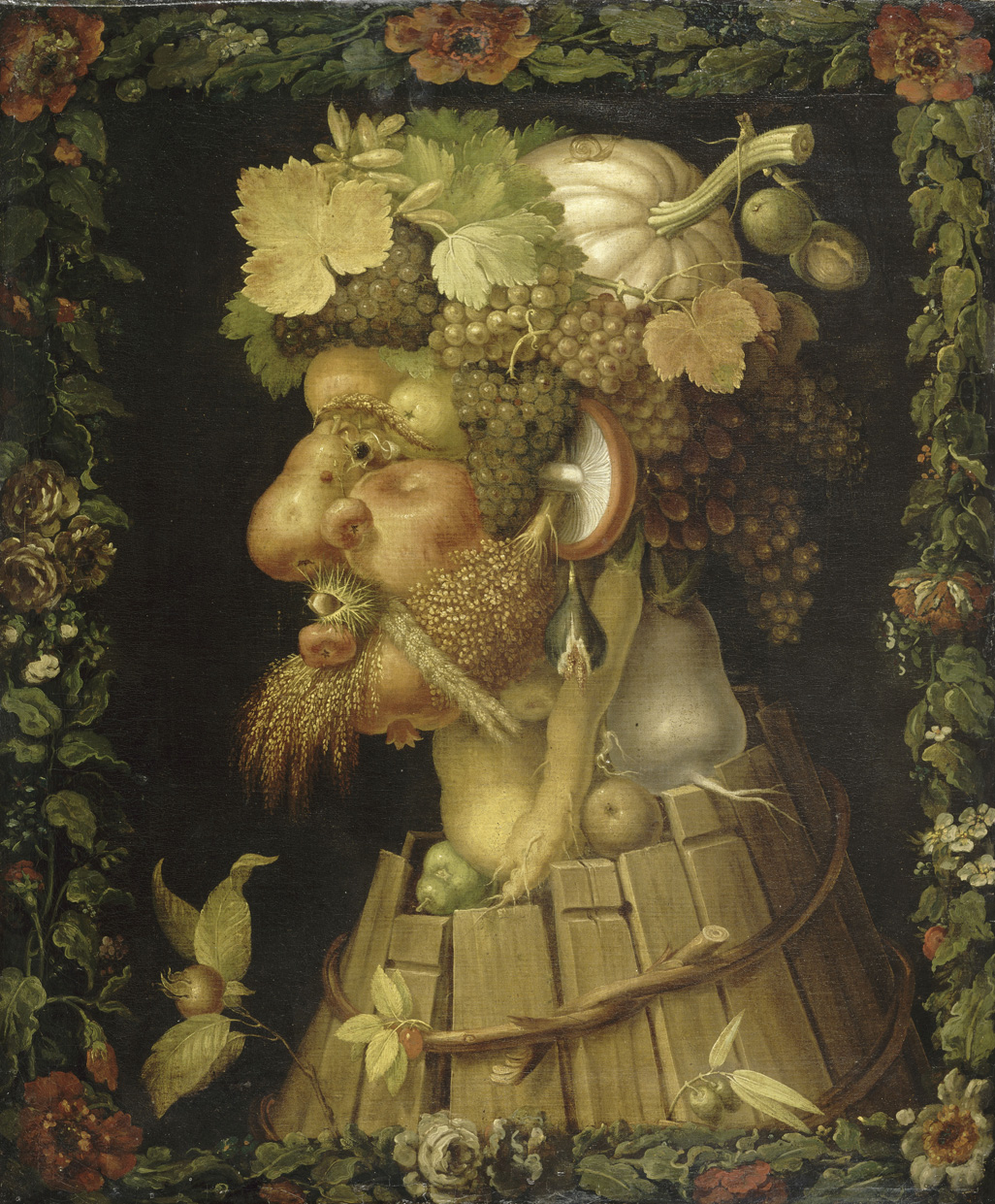
Der Herbst, 1573
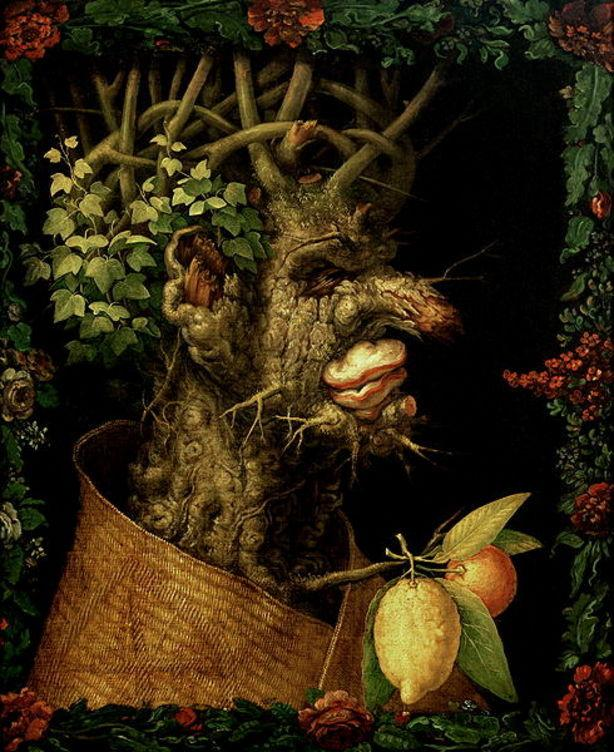
Der Winter, 1573

### Religion
Anlässlich des zweiten Jahrestages des Sieges der Heiligen Liga über die Osmanen in der Seeschlacht von Lepanto begründet Papst Gregor XIII. das Rosenkranzfest zu Ehren der „Jungfrau Maria vom Rosenkranz“, das am ersten Sonntag im Oktober begangen werden soll.

### Natur und Umwelt
- Seegfrörne Der Bodensee ist komplett zugefroren.

### Sport

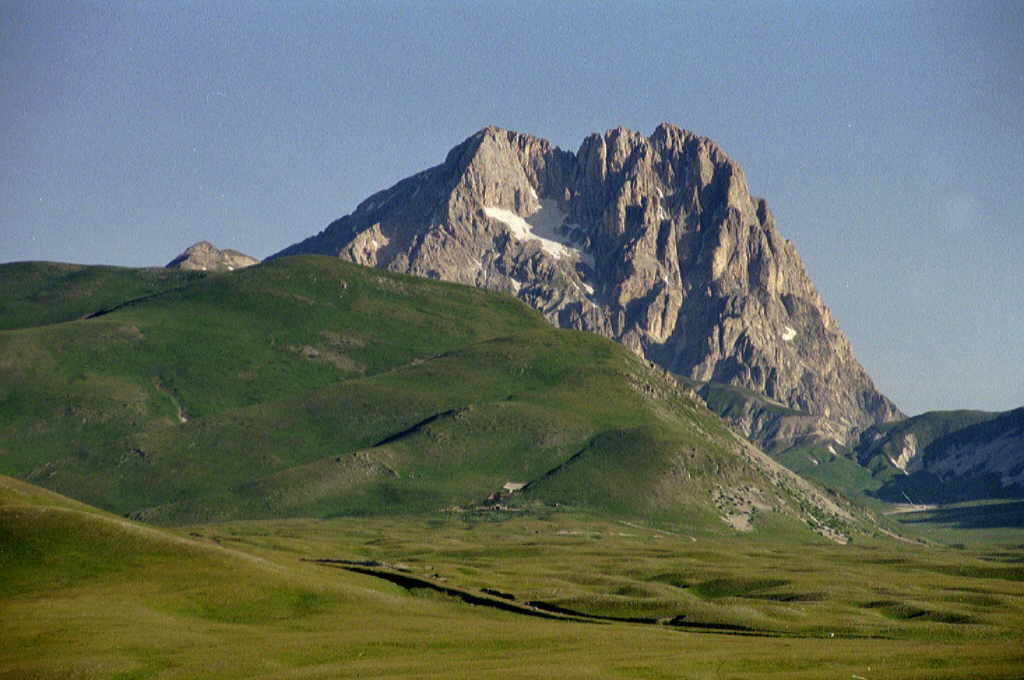
Corno Grande

- 19. August: Dem Bologneser Francesco De Marchi gelingt die Erstbesteigung des Corno Grande, der höchsten Erhebung des Gran Sasso d’Italia und des gesamten Apennins.

## Historische Karten und Ansichten

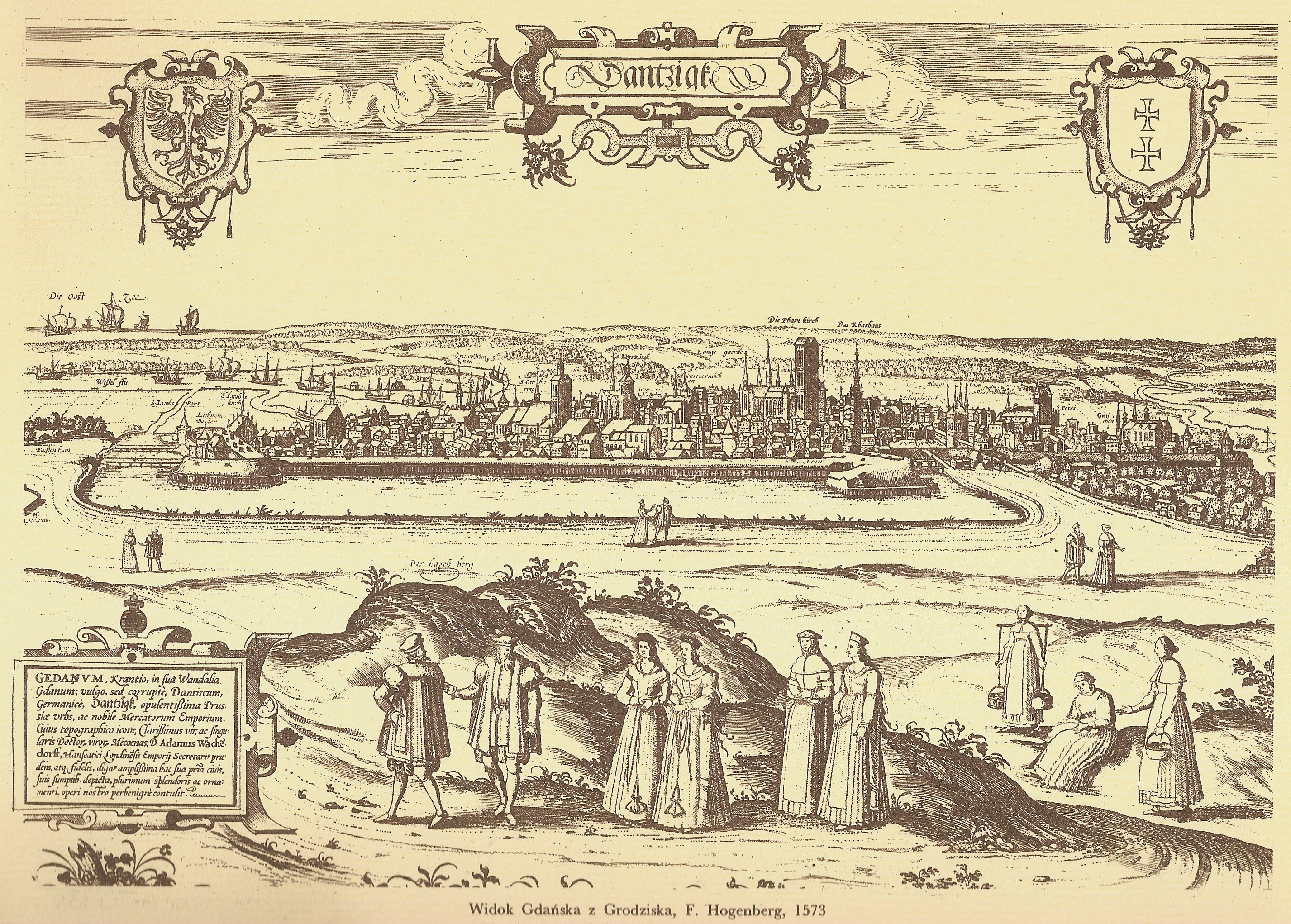
Frans Hogenberg: Panorama von Danzig 1573

## Geboren

### Geburtsdatum gesichert
- 10. Januar: Simon Marius, deutscher Astronom († 1625)
- 17. Januar: Marcus Lycklama à Nijeholt, friesischer Junker, Jurist und Diplomat († 1625)
- 30. Januar: Georg Friedrich, Markgraf von Baden-Durlach und protestantischer Parteigänger im Dreißigjährigen Krieg († 1638)

Geburtshaus Elias Holls

- 28. Februar: Elias Holl, deutscher Baumeister († 1646)
- 12. März: Agnes Hedwig von Anhalt, Kurfürstin von Sachsen und Herzogin von Schleswig-Holstein-Sonderburg-Plön († 1616)
- 06. April: Margarethe von Braunschweig-Lüneburg, Herzogin von Sachsen-Coburg († 1643)
- 17. April: Maximilian I., Herzog und Kurfürst von Bayern († 1651)
- 21. April: Pietro Paolo Bonzi, italienischer Maler, Freskant und Kupferstecher († 1636)
- 28. April: Charles de Valois, Herzog von Auvergne und Herzog von Angoulême († 1650)
- 12. Mai: Henri de Bourbon, Herzog von Montpensier († 1608)
- 16. Juni: Caspar Pezel, deutscher Jurist, Archivar und Bibliothekar († 1634)
- 16. Juni: Andries de Witt, amtierender Ratspensionär von Holland († 1637)
- 15. Juli: Inigo Jones, englischer Architekt († 1652)
- 29. Juli: Pier Francesco Morazzone, italienischer Maler († um 1625)
- 29. Juli: Philipp II., Herzog von Pommern-Stettin († 1618)
- 16. August: Anna, Erzherzogin von Österreich, Königin von Polen, Großfürstin von Litauen und Königin von Schweden († 1598)
- 23. August: Theobald Hock, deutscher Agent und Lyriker († nach 1624)
- 25. August: Elisabeth von Dänemark, Herzogin zu Braunschweig und Lüneburg und Fürstin von Braunschweig-Wolfenbüttel († 1626)
- 07. September: Elias Ehinger, deutscher Theologe und Philologe († 1653)
- 08. September: Georg Friedrich von Greiffenclau zu Vollrads, Erzbischof und Kurfürst von Mainz († 1629)
- 06. Oktober: Henry Wriothesley, 3. Earl of Southampton, englischer Adliger, Patron von William Shakespeare und Mit-Gründer der Kolonie Virginia († 1624)
- 07. Oktober: William Laud, Erzbischof von Canterbury und einer der Berater des englischen Königs († 1645)
- 19. Oktober: Peter Finxius, deutscher Mediziner († 1624)
- 09. November: Ambrosius Schlumpf, Schweizer Politiker und Bürgermeister von St. Gallen († 1635)
- 22. Dezember: Ernst Casimir, Graf von Nassau-Dietz, Statthalter von Friesland, Groningen und Drenthe († 1632)
- 23. Dezember: Giovanni Battista Crespi, italienischer Maler, Bildhauer und Architekt († 1632)

### Genaues Geburtsdatum unbekannt
- Hieronymus Hornschuch, deutscher Mediziner und Korrektor, Autor der Orthotypographia, eines Lehrbuchs für Korrektoren († 1616)

## Gestorben

### Todesdatum gesichert
- 01. Januar: Johann Pfeffinger, deutscher evangelischer Theologe und Reformator (* 1493)
- 01. Januar: Maljuta Skuratow, berüchtigter Anführer der Leibgarde des russischen Zaren Iwan IV. (des Schrecklichen)
- 09. Januar: Abdias Prätorius, deutscher lutherischer Theologe und Reformator (* 1524)
- 12. Januar: William Howard, 1. Baron Howard of Effingham, englischer Adeliger (* um 1510)
- 21. Januar: Joachim Cureus, deutscher theologischer Schriftsteller, Historiker und Mediziner (* 1532)
- 22. Januar: Anton I., Landesherr und Reichsgraf von Oldenburg und Delmenhorst (* 1505)
- 07. Februar: Hedwig Jagiellonica, Kurfürstin von Brandenburg (* 1513)
- 15. Februar: Matija Gubec, kroatischer Bauernführer (* 1538)
- 15. Februar: Hans von Ponickau, sächsischer Politiker (* 1508)

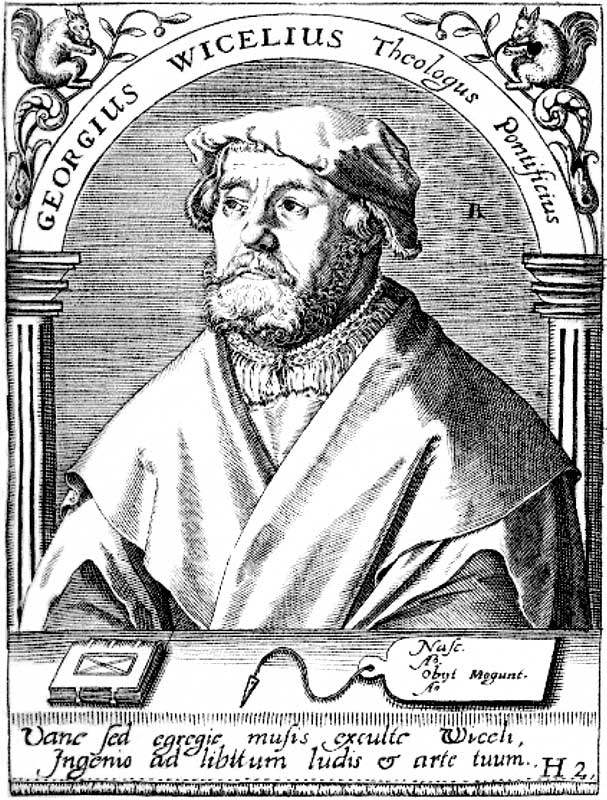
Georg Witzel

- 16. Februar: Georg Witzel (Wicelius), Theologe und Gegner Luthers (* 1501)
- 02. März: Johann Wilhelm I., erster Herzog von Sachsen-Weimar (* 1530)
- 03. März: Claude de Lorraine, Herzog von Aumale (* 1526)
- 10. März: Hans Mielich, auch Muelich oder Müelich genannt, Münchner Maler und Zeichner der späten Renaissance (* 1516)
- 13. März: Michel de l’Hôpital, französischer Staatsmann, Jurist und humanistischer Schriftsteller (* um 1505)
- 02. April: Otto Truchsess von Waldburg-Trauchburg, Bischof von Augsburg und Kardinal (* 1514)
- 19. April: Hilmar von Münchhausen, deutscher Söldnerführer (* 1512)
- 04. Mai:  Lambert Auer, deutscher Jesuit, Prediger und Theologe (* 1533)
- 13. Mai: Takeda Shingen, japanischer Regionalfürst und Kriegsherr während der Zeit der Streitenden Reiche (* 1521)
- 23. Mai: Anton, Graf von Ortenburg (* 1550)
- 07. Juni: Georg Stäheli, Schweizer reformierter Geistlicher
- 08. Juni: Sebastian Boetius, deutscher evangelischer Theologe (* 1515)
- 09. Juni: William Maitland of Lethington, schottischer Adliger, anglo-schottischer Politiker, Staatssekretär von Maria Stuart (* 1525/28)
- 07. Juli: Giacomo Barozzi da Vignola, italienischer Architekt (* 1507)
- 29. Juli: John Caius, englischer Hofarzt, ermöglichte die erneute Gründung von Gonville Hall (* 1510)
- 03. August: William Kirkcaldy of Grange, schottischer Feldherr und Politiker (* um 1520)
- 07. August: Léonor d’Orléans-Longueville, Herzog von Longueville (* 1540)
- 07. September: Johanna von Spanien, Kronprinzessin von Portugal (* 1535)
- 05. Oktober: Peter Tossanus, deutscher evangelischer Theologe und Reformator (* um 1499)
- 13. Oktober: Urban Sagstetter, Bischof von Gurk (* um 1529)
- 15. Oktober: Petrus Gonesius, polnischer katholischer Theologe (* 1525)
- 02. November: Barnim IX., nach anderer Zählung Barnim XI., Herzog von Pommern-Stettin (* 1501)
- 12. November: Johann Jakob Ammann, Schweizer evangelischer Geistlicher und Schulleiter (* 1500)

### Genaues Todesdatum unbekannt
- Cornelis Boscoop, niederländischer Organist, Sänger und Komponist (* 1525 oder 1531)
- Johannes Daubmann, deutscher Buchdrucker